# Paraduniform m/1878

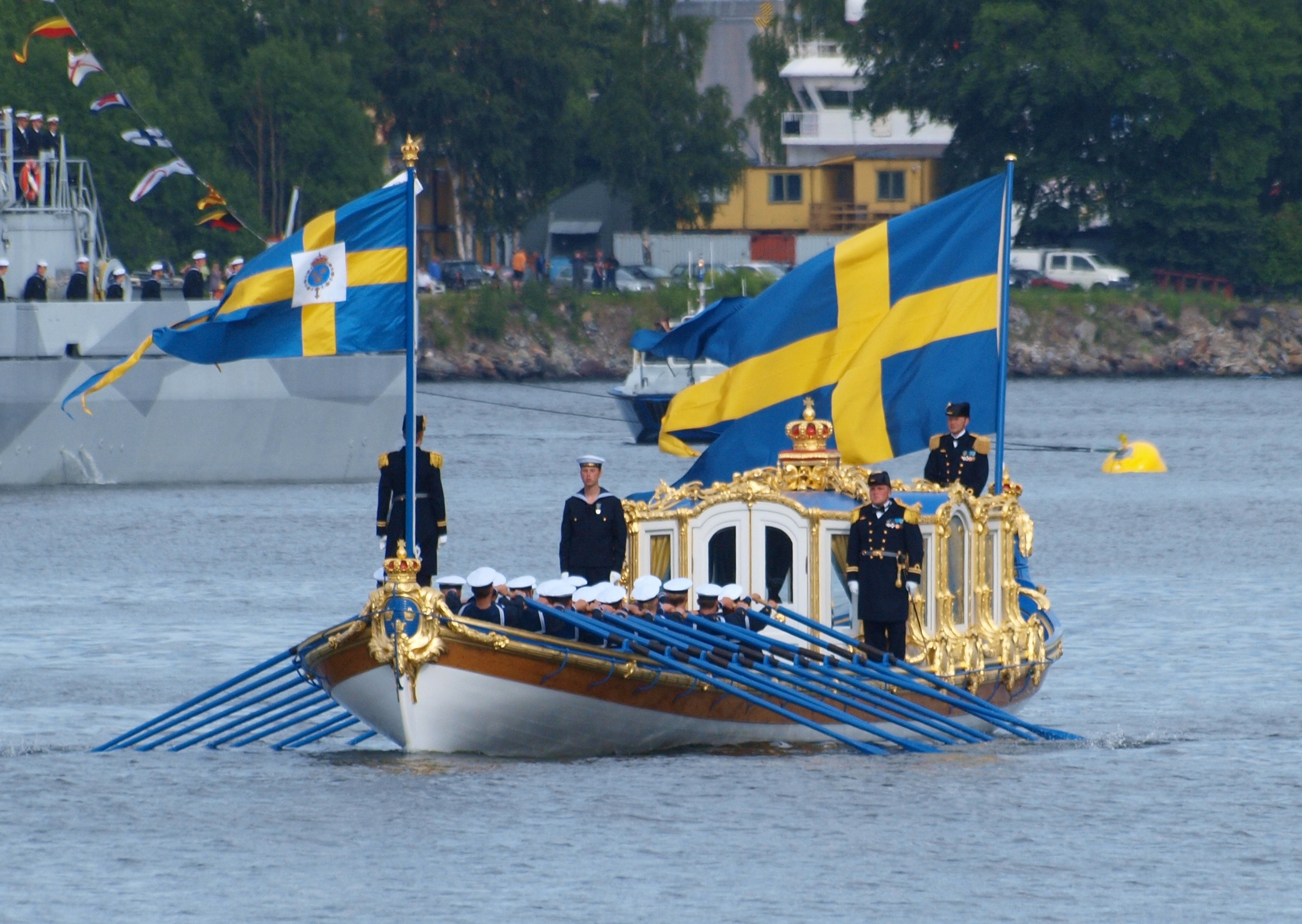
De tre officerarna på kungaslupen Vasaorden bär paraduniform m/1878. Bilden tagen vid kronprinsessbröllopet 19 juni 2010.

Paraduniform m/1878 är ett uniformssystem som används inom försvarsmakten.

## Användning
Denna paraduniform avsedd för Svenska flottan får endast användas av officerare i samband med tjänstgöring på kungaslupen Vasaorden. Den får även, på egen bekostnad samt med enhetschefens tillstånd, bäras som sällskapsdräkt av f.d. befälhavare och styrman på Vasaorden.

## Persedlar
Persedlar som bärs till paraduniformen.
- Frack m/1878
- Frackrock m/1878-1994
- Epålett m/1878
- Långbyxor m/1878/Långbyxor m/1878 Kv
- Byxbälte, blått
- Lågskor m/1903/Lackskor
- Hatt m/1878
- Paradkoppel m/1878
- Skinnhandskar, vita
- Skjorta, vit
- Ankelsockor, svarta
- Kappa m/1878/Båtkappa m/1914
- Regnkappa, svart
- Sabel m/1915
- Portepe m/1797